# 울리크 문테르
울리크 문테르(Ulrik Munther, 1994년 2월 18일 ~ )는 스웨덴의 가수이다.